# Aviceda subcristata
El baza australiano (Aviceda subcristata) es una especie de ave accipitriforme de la familia Accipitridae autóctona de Australia y otras islas próximas, como las Molucas, Nueva Guinea e islas Salomón.

## Subespecies
Se reconocen 14 subespecies de Aviceda subcristata:
- Aviceda subcristata timorlaoensis - Islas Menores de la Sonda.
- Aviceda subcristata pallida - Seram Laut (Manawoka y Gorong) e islas Kai.
- Aviceda subcristata reinwardtii - sur de las Molucas (Boano, Seram, Ambon y Haruku.
- Aviceda subcristata stresemanni - Buru (Molucas centrales).
- Aviceda subcristata rufa - Molucas (Morotai, Halmahera, Ternate, Tidore, Bacan y Obi).
- Aviceda subcristata waigeuensis - isla Waigeo (frente al norte de Nueva Guinea).
- Aviceda subcristata obscura - isla Biak (frente al norte de Nueva Guinea).
- Aviceda subcristata stenozoma - Aru y oeste de Nueva Guinea.
- Aviceda subcristata megala - este de Nueva Guinea.
- Aviceda subcristata coultasi - Islas del Almirantazgo.
- Aviceda subcristata bismarckii - Islas Bismarck.
- Aviceda subcristata gurneyi - Islas Salomón.
- Aviceda subcristata subcristata - norte y este de Australia.